# 阿里安娜·拉姆齐
阿里安娜·拉姆齐（英語：Ariana Ramsey，2000年3月25日—），美国女子七人制橄榄球运动员。她曾代表美国参加2020年和2024年夏季奥林匹克运动会七人制橄榄球比赛，其中2024年奥运会获得一枚铜牌。